# Kok (achternaam)
Kok is een achternaam die mogelijk van het beroep kok is afgeleid.

## Nederlandse personen met deze naam
- Abel Antoon Kok (1881-1951), architect
- Ada Kok (1947), zwemster
- Adolphine Kok (1879-1928), juriste en advocate
- Albert Kok (1939), psycholoog
- Antony Kok (1882-1969), schrijver en dichter (medeoprichter van tijdschrift De Stijl)
- Auke Kok (1956), journalist en schrijver
- Bart de Kok (1896-1972), fotograaf en collaborateur
- Bas Kok (1966), schrijver
- Bessel Kok (1941), topfunctionaris
- Christien Kok (1949), schrijfster
- Doede Kok (1948), politicus (VVD)
- Femke Kok (2000), schaatsster
- Frans de Kok (1924-2011), dirigent en componist
- Gerrit Jan Kok (1960), politicus (VVD)
- Gert de Kok (1957), bestuurder en politicus
- Govaert Kok (1935-2021), jurist en historisch publicist
- Gretta Kok (1944), zwemster
- Hans Kok (1951), PvdA-politicus en burgemeester
- Hans Kok (1962-1985), kraker die overleed in een politiecel
- Hans Kok (1968), filmmaker
- Henk Kok (1946), sportverslaggever
- Hilligje Kok-Bisschop (1948), activiste en feministe
- IJsbrand Kok (1911-1980), architect
- Ina Kok (1951), bibliothecaris
- Irene de Kok (1963), judoka
- Jac de Kok (1952), ontwerper en vormgever
- Jan Kok (1889-1958), voetballer
- Jan de Kok (1891-1976), architect
- Jan Kok (1925-1993), politicus
- Jan Wicher Kok (1942), politicus
- Jeannette Kok (1947), schrijfster
- Johannes Antonius de Kok (1930), geestelijke
- Kees Kok (1949), politicus (PVV)
- Kees Kok (1948), theoloog
- Koos Kok (1923-2012), politicus
- Lee Chin Kok (1976), kunstenares
- Leo Kok (1923-1945), tekenaar en holocaustslachtoffer
- Marinus Kok (1916-1999), aartsbisschop
- Marja Kok (1944), actrice, schrijfster en regisseuse
- Martin Kok (1967-2016), Nederlands crimineel
- Mary Kok (1940), zwemster
- Mary Kok-Willemsen (1978), voetbaltrainster
- Mimi Kok (1911-2009), actrice
- Mimi Kok (1934-2014), televisie- en stemactrice
- Mink Kok (1961), crimineel
- Nick Kok (1977), voetballer
- Nicolien van Vroonhoven-Kok (1971), politica (CDA)
- Olaf Kok (2002), voetballer
- Paul Kok (1994), voetballer
- Piet Kok (1919-1981), predikant en glazenier
- Pieter Kok (1980), diskjockey en radioproducer
- Ralph Kok (1967), tennisser
- Reinier Kok (1890-1982), predikant
- Robert Kok (1957), voetballer
- Roosmarijn de Kok (1994), model
- Sander Kok (1981), schrijver en fotomodel
- Sharon Kok (1987), voetballer
- Thomas Kok (1998), voetballer
- Tom Kok (1957), topfunctionaris, omroepvoorzitter (AVRO), bestuurder en politicus (oud-voorzitter van D66)
- Ton de Kok (1942), politicus
- Truus Kok (1922-2000), politica
- Willem Kok (1903-1969), classicus
- Wim Kok (1938–2018), vakbondsbestuurder en politicus (PvdA, oud-minister-president)
- Wim Kok (1950), scheidsrechter

## Andere nationaliteiten
- Adam Kok I (1710-1795), Zuid-Afrikaans leider van de Griekwa
- Adam Kok II (1771-1835), Zuid-Afrikaans leider van de Griekwa
- Adam Kok III (1811-1875), Zuid-Afrikaans leider van de Griekwa
- Cornelius Kok I (1746-1820), Zuid-Afrikaans leider van de Griekwa
- Cornelius Kok II (1778-1858), Zuid-Afrikaans leider van de Griekwa
- Salomon Kok, Belgisch diamanthandelaar van Nederlands-Joodse afkomst en Vlaams activist